# Seznam chráněných území v okrese Brezno
Toto je seznam chráněných území v okrese Brezno aktuální k roku 2017, ve kterém jsou uvedena chráněná území v oblasti okresu Brezno.
| Kód  | Obrázek             | Typ | Název                      | Rozloha (ha) | Galerie Commons                                                   | Popis území | Souřadnice                       |
| ---- | ------------------- | --- | -------------------------- | ------------ | ----------------------------------------------------------------- | ----------- | -------------------------------- |
| 206  |                     | PR  | Bacúšska jelšina           | 4,2600       |                                                                   |             |                                  |
| 1141 |                     | CHA | Brezinky                   | 8,6910       |                                                                   |             |                                  |
| 225  | Breznianska skalka  | PR  | Breznianska skalka         | 11,8500      | Kategorie „Breznianska skalka“ na Wikimedia Commons               |             | 48°49′21″ s. š., 19°37′38″ v. d. |
| 232  | Bystrianská jeskyně | NPP | Bystrianská jeskyně        | x            | Kategorie „Bystra Cave“ na Wikimedia Commons                      |             | 48°50′25″ s. š., 19°35′46″ v. d. |
| 241  |                     | NPR | Dobročský prales           | 103,8500     |                                                                   |             | 48°40′53″ s. š., 19°40′53″ v. d. |
| 247  | Popis obrazku       | PR  | Fabova hoľa                | 261,7513     | Kategorie „Fabova hoľa“ na Wikimedia Commons                      |             | 48°46′24″ s. š., 19°53′8″ v. d.  |
| 1021 | Popis obrazku       | PR  | Havrania dolina            | 229,6700     |                                                                   |             | 48°48′34″ s. š., 20°4′29″ v. d.  |
| 1019 |                     | PR  | Havranie skaly             | 32,6500      |                                                                   |             |                                  |
| 776  |                     | PP  | Havranka                   | 0,0130       |                                                                   |             |                                  |
| 257  |                     | NPR | Hnilecká jelšina           | 84,5900      |                                                                   |             |                                  |
| 260  |                     | PR  | Horné lazy                 | 34,2900      |                                                                   |             |                                  |
| 271  |                     | NPR | Hrončecký grúň             | 55,3000      |                                                                   |             |                                  |
| 1050 |                     | PP  | Jajkovská sutina           | 50,9100      |                                                                   |             |                                  |
| 1732 |                     | NPP | Jeskyně mrtvých netopýrů   | x            |                                                                   |             |                                  |
| 1064 |                     | PP  | Kamenistý potok            | 7,6350       |                                                                   |             |                                  |
| 307  |                     | PR  | Klenovské Blatá            | 4,3600       |                                                                   |             |                                  |
| 306  | Klenovský vepor     | NPR | Klenovský vepor            | 257,6437     | Kategorie „Klenovský Vepor“ na Wikimedia Commons                  |             | 48°41′19″ s. š., 19°46′8″ v. d.  |
| 1186 |                     | CHA | Lúky pod Besníkom          | 83,8267      |                                                                   |             |                                  |
| 1057 |                     | PR  | Martalúzka                 | 154,8200     |                                                                   |             |                                  |
| 348  |                     | PR  | Mašianske skalky           | 16,9300      |                                                                   |             |                                  |
| 351  | Meandre Hrona       | PR  | Meandre Hrona              | 103,8167     |                                                                   |             | 48°49′53″ s. š., 20°10′28″ v. d. |
| 771  |                     | CHA | Meandre Kamenistého potoka | 0,0000       |                                                                   |             |                                  |
| 1082 |                     | PR  | Mokrá Poľana               | 13,5244      |                                                                   |             |                                  |
| 380  |                     | NPR | Pod Latiborskou hoľou      | 161,2342     |                                                                   |             |                                  |
| 479  |                     | PR  | Pohorelské vrchovisko      | 26,6166      |                                                                   |             |                                  |
| 386  |                     | PR  | Predajnianska slatina      | 11,3500      |                                                                   |             |                                  |
| 772  |                     | PP  | Predajnianske vodopády     | 11,7000      |                                                                   |             |                                  |
| 403  |                     | PR  | Rohoznianska jelšina       | 4,4900       |                                                                   |             |                                  |
| 1020 |                     | PR  | Rosiarka                   | 5,8700       |                                                                   |             |                                  |
| 1024 | Skalka              | NPR | Skalka                     | 2 659,8100   | Kategorie „Skalka (national nature reserve)“ na Wikimedia Commons |             | 48°54′41″ s. š., 19°30′53″ v. d. |
| 426  |                     | PP  | Spády                      | 0,1400       |                                                                   |             |                                  |
| 1156 |                     | CHA | Suchá dolina               | 3,1150       |                                                                   |             |                                  |
| 470  |                     | NPR | Veľká Stožka               | 259,2100     |                                                                   |             |                                  |
| 849  |                     | PR  | Vrchslatina                | 18,0500      |                                                                   |             |                                  |
| 383  |                     | NPR | Zadná Poľana               | 855,4941     |                                                                   |             |                                  |
| 489  | Zlatnianske skalky  | PR  | Zlatnianske skalky         | 30,6700      |                                                                   |             | 48°49′47″ s. š., 20°4′36″ v. d.  |
| 850  | Zlatnica            | NPR | Zlatnica                   | 154,0600     |                                                                   |             | 48°49′9″ s. š., 20°6′16″ v. d.   |